# لیگ برتر فوتبال زنان عربستان
لیگ برتر فوتبال زنان عربستان بالاترین سطح مسابقات لیگ فوتبال سراسری در عربستان سعودی است که در سال ۲۰۲۰ میلادی تاسیس شد و اکنون با شرکت ۸ تیم برگزار می‌شود.

## قهرمانان
| رتبه | باشگاه  | قهرمانی‌ها | نایب قهرمانی‌ها |
| ---- | ------- | --------- | -------------- |
| ۱    | النصر   | ۲         | ۰              |
| ۲    | الهلال  | ۱         | ۲              |
| ۳    | الاتحاد | ۰         | ۱              |